# Oude Kwaremont
El Oude Kwaremont —el Viejo Kwaremont, en su traducción al español— es una colina pavimentada de 2200 metros de longitud conocida por albergar, el primer domingo de abril, el Tour de Flandes, el segundo de los cinco monumentos del ciclismo.
El Viejo Kwaremont se incluyó por primera vez en la edición de 1974, ganada por el holandés Cees Bal. Desde entonces, ha estado presente en todas las ediciones.
El Oude Kwaremont es más conocido por su paso durante las clásicas de Flandes y especialmente durante el Tour de Flandes. Se trata de un camino estrecho de 2200 metros de longitud y con escasa inclinación, con un promedio del 4 % y un tramo máximo del 11 %. Los primeros 600 metros están asfaltados y los siguientes 1600 están adoquinados. También aparece regularmente en otras carreras como la Omloop Het Nieuwsblad, la E3 Harelbeke, A través de Flandes o la Kuurne-Bruselas-Kuurne.